# ふじみ野市立上野台小学校
ふじみ野市立上野台小学校（ふじみのしりつ うえのだいしょうがっこう）は、埼玉県ふじみ野市にある公立小学校。

## 沿革
- 2002年（平成14年）4月1日 - 上福岡市立第二小学校・上福岡市立第四小学校の統合により、上福岡市立上野台小学校として開校[1]。
- 2005年（平成17年）10月1日 - 上福岡市と入間郡大井町が合併により、ふじみ野市発足に伴いふじみ野市立上野台小学校と改称。

## 学校教育目標
- （徳）　友だちを大切にする子（愛護の心）
- （知）　進んで学習する子（継続の心）
- （体）　たくましく鍛える子（慈愛の心）

## 校歌
- ふじみ野市立上野台小学校校歌『光あれ』（作詞・作曲：荻久保和明）[2]

## 通学区域・進学先中学校
- ふじみ野市立福岡中学校[3]
  - 上野台1 - 3丁目、上福岡2 - 3丁目、福岡1丁目（2～3番）
- ふじみ野市立葦原中学校[3]
  - 北野1丁目、福岡2 - 3丁目、上福岡1丁目、福岡1丁目（1番）、大原1丁目、2丁目（元福小学校校区を除く）

## 交通アクセス
- 東武鉄道東上本線 上福岡駅より1.2km